# Forcada

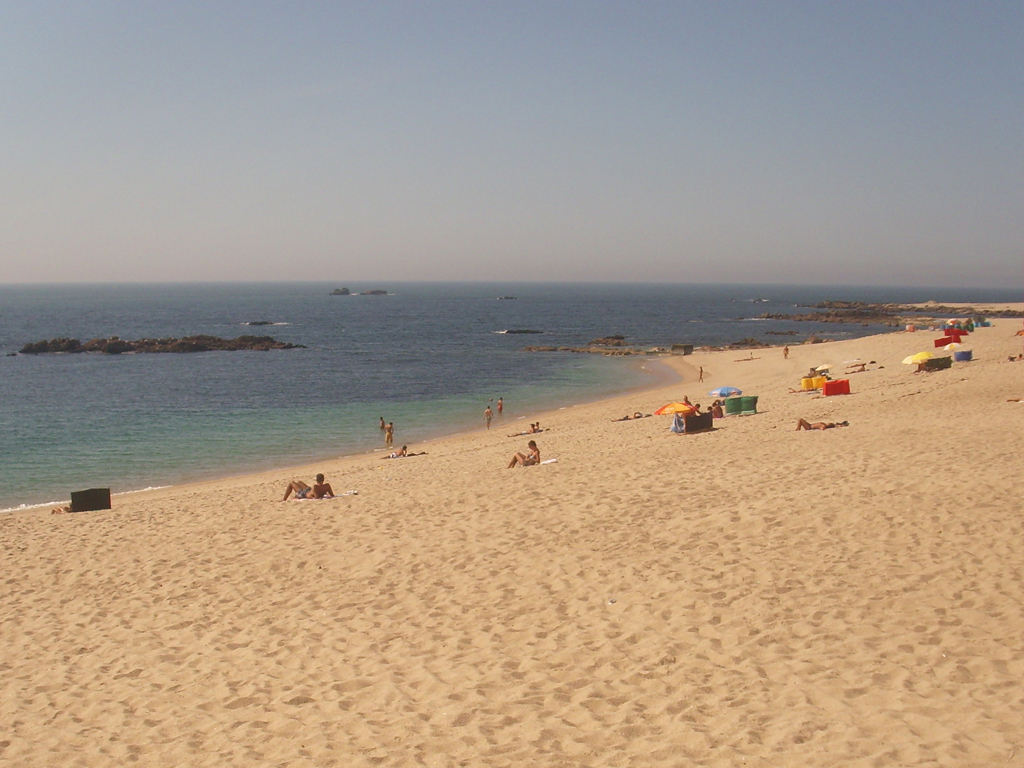
Vista da Praia da Lagoa com a Forcada visível ao fundo, a 1 km de distância, e um dos rochedos próximos à praia que submerge durante a maré enchente.

A Forcada é o maior ilhéu ao largo da Póvoa de Varzim, junto a Aver-o-Mar. O ilhéu, ao largo da Praia da Fragosa, serve de baliza das enseadas da Lagoa e de Aver-o-Mar, baliza essa que se prolonga até à praia, pela penedia da beirada, visível durante a baixa-mar. 
A Forcada localiza-se a 380 metros da praia mais próxima, a da Fragosa, e é o único ilhéu permanentemente emerso ao largo da Póvoa de Varzim, porém durante a baixa-mar, vários outros são visíveis, destacando-se o conjunto da Enseada da Lagoa. A Forcada e restantes ilhéus são integralmente rochosos.
O ilhéu é um elemento geográfico presente no imaginário popular de Aver-o-Mar, tendo Luísa Dacosta captado essa importância na sua obra.